# Custo Dalmau
Custo Dalmau (Lleida, 1959) è uno stilista e designer spagnolo.

## Biografia
Nato Ángel Custodio Dalmau Salmón, ha trascorso l'infanzia e l'adolescenza a Barcellona. Studiò architettura, ma durante un viaggio negli Stati Uniti decise di dedicarsi a disegnare delle magliette. Inizialmente, con il fratello David, collaborò con l'azienda tessile catalana Meyba, finché, nel 1983, i due fratelli non decisero di trasferirsi, negli Stati Uniti, per vendere porta a porta le sue creazioni.
Nel 1996 i due fratelli crearono il marchio per cui sono conosciuti, Custo Barcelona. Nel 1997 furono invitati a sfilare durante la settimana della moda primavera/estate di New York, e in quell'occasione divennero assai popolari negli USA. Le t-shirt di Custo, con uno stile innovativo e colorato, conquistarono il mercato americano, quando i costumisti di serie televisive famose come Friends e Sex and the city cominciarono a vestire i loro attori con le magliette Custo. Da allora il mercato americano è sempre stato il principale per l'azienda.
Nonostante la maglieria rimanga il prodotto di punta, oggi Custo Barcelona offre una completa linea di moda.